# Indigofera scopiformis
Indigofera scopiformis là một loài thực vật có hoa trong họ Đậu. Loài này được Thulin miêu tả khoa học đầu tiên.